# Roque
Il roque è una disciplina sportiva derivata direttamente dal croquet.

## Storia
Nel corso dell'Ottocento, il croquet si era diffuso molto anche negli Stati Uniti ma, col passare degli anni, si era sviluppato in una versione abbastanza differente rispetto al gioco inglese. Il croquet americano veniva giocato su di un campo in terra battuta anziché sul prato, le mazze erano più corte, le biglie erano di gomma dura, mentre i wickets (i cancelletti entro cui bisogna far passare le biglie) erano più stretti.
Nel 1899 vennero quindi introdotte negli Stati Uniti delle regole specifiche per la versione statunitense del croquet e si decise anche di cambiare il nome del gioco togliendo dalla parola croquet la prima e l'ultima lettera: roque.
Durante i primi anni del XX secolo le regole del roque ebbero una rapida espansione negli USA e soppiantarono definitivamente quelle del croquet, tanto che nel 1916 venne fondata la prima federazione americana di Roque.
Nel 1904, alle olimpiadi di St. Louis negli Stati Uniti, venne disputato un torneo di roque e non di croquet (disputato invece nell'edizione del 1900 a Parigi). I partecipanti alla gara furono tutti statunitensi tanto che alcuni storici dello sport sono più propensi a considerarla uno dei tanti campionati nazionali che si disputarono parallelamente ai giochi olimpici, piuttosto che una gara ufficiale dell'olimpiade. La vittoria andò a Charles Jacobus.